# 歐陽詹
欧阳詹（755年—800年），字行周，江南東道晉江鄱湖欧厝（今福建晉江市）人，唐代官員、文士。著有《欧阳行周文集》十卷。《全唐诗》收其诗一卷。

## 生平
先祖欧阳韶自唐初由江南西道鄱阳（今江西）徙居江南東道晉江（今福建晉江市），祖父欧阳衍為温州长史，父欧阳昌曾仕博罗县丞。欧阳詹性喜静，弱冠能属文。貞元二年（786年）歐陽詹前往長安參加科舉，“五试于礼部”，到了貞元八年（792年）才中進士，賈稜為狀元，歐陽詹第二，韓愈第三，同榜還有李觀、李絳、崔群、王涯、馮宿、庾承宣等22人，皆天下选，時稱「龍虎榜」。欧阳詹因此成了福建第一位甲第进士、泉州第一位进士。
贞元十五年（799年）被任命為国子监四门助教，欧阳詹與韩愈為友，全力参与他的古文运动。贞元十五年（799年）力荐韩愈为四门博士。《闽政通考》載，“欧阳詹文起闽荒，为闽学鼻祖”。贞元十六年（800年）客死京城（今陝西西安市），韩愈写有《欧阳生哀辞》哀悼。
有三子，長子欧阳槚、次子欧阳荫、三子欧阳秬。

## 遺跡
歐陽詹的墓葬在莆田廣化寺北靈岩之北，祠堂在晉江潘湖（後來該地為泉州市第三醫院）。龍首山上有歐陽別墅、東南海濱有吟嘯橋、泉州市甲第巷有歐陽行周故宅、清源山賜恩岩上有歐陽書室。另外南安的高蓋山因歐陽詹曾經住過，又稱作「詩山」。